# Al-Lubban al-Gharbi
Al-Lubban al-Gharbi (àrab: اللبّن الغربيّ, al-Lubban al-Ḡarbī) és una vila palestina en la governació de Ramal·lah i al-Bireh, al centre de Cisjordània, situada 21 km al nord-oest de Ramal·lah. Segons l'Oficina Central d'Estadístiques de Palestina (PCBS), tenia 1.889 habitants en 2016.

## Història
El poble està situat en un antic lloc en els vessants d'un turó. S'hi ha trobat terrissa de l'Edat de Ferro, persa, romana, romana d'Orient, omeia, croada-aiúbida i del primer període otomà.
Hi ha restes d'edificis antics, les pedres dels quals s'han reutilitzat en algunes cases habitades del poble. Al pati de la mesquita hi ha les bases de cinc columnes que poden haver format part d'una capella. També al poble hi ha la cisterna tallada a la roca, i als vessants d'un turó veí al sud-oest, hi ha tombes i grutes tallades a la roca. La vila ha estat identificada amb Beit Laban al Talmud, un lloc conegut pels seus vins.
Al-Lubban al-Gharbi també ha estat identificada amb la croada Luban, o Oliban, esmenada en connexió amb la propera Casale St. Maria.

### Època otomana
El poble va ser incorporat a l'Imperi Otomà en 1517 amb tota Palestina, i el 1596 va aparèixer en els registres d'impostos sota el nom de Lubban al-Kafr. Era situada al nàhiya de Jabal Qubal, al liwà de Nablus, amb una població de 29 llars musulmanes. Els vilatans pagaven una taxa fixa del 33,3% en diversos productes agrícoles, com el blat, l'ordi, l'estiu, les olives, les cabres i els ruscs, a més de "ingressos ocasionals"; un total de 6.954 akçe.
En 1838 era registrada com a vila musulmana Lubban Rentis, a Jurat Merda, al sud de Nablus.
L'explorador francès Victor Guérin visità la vila en 1863, i assenyalà que «les cases semblen molt antigues i presenten la particularitat que moltes d'elles formen un conjunt continuat, com si tot fos una casa, ara dividida entre famílies separades. Es pot observar una quantitat de materials antics a les parets.» En 1882 el Survey of Western Palestine del Fons per a l'Exploració de Palestina la vila (anomenada Lubban Rentis) era descrita com a petita i situada en un petit monticle al costat d'una carretera romana.

### Època del Mandat Britànic
En el cens de Palestina de 1922, organitzat per les autoritats del Mandat Britànic, la població d'Al-Lubban al-Gharbi era de 221 musulmans. incrementats lleugerament en el cens de 1931, on Al-Lubban o Lubban Rantis tenia 60 cases ocupades i una població de 298 musulmans.
En 1945 la població d'El Lubban era de 340 musulmanss, que posseïen 9,854 dúnams de terra segons una enquesta oficial de terra i població. 1,411 dúnams eren plantacions i regadiu, 1,118 usats per a cereals, mentre 6 dúnams eren sòl edificat.

### Després de 1948
En la vespra de guerra araboisraeliana de 1948, i després dels acords d'armistici araboisraelians de 1949, Al-Lubban al-Gharbi fou ocupada pel regne haixemita de Jordània. Després de la Guerra dels Sis Dies de 1967 va romandre sota l'ocupació israeliana.